# Great Lake Swimmers

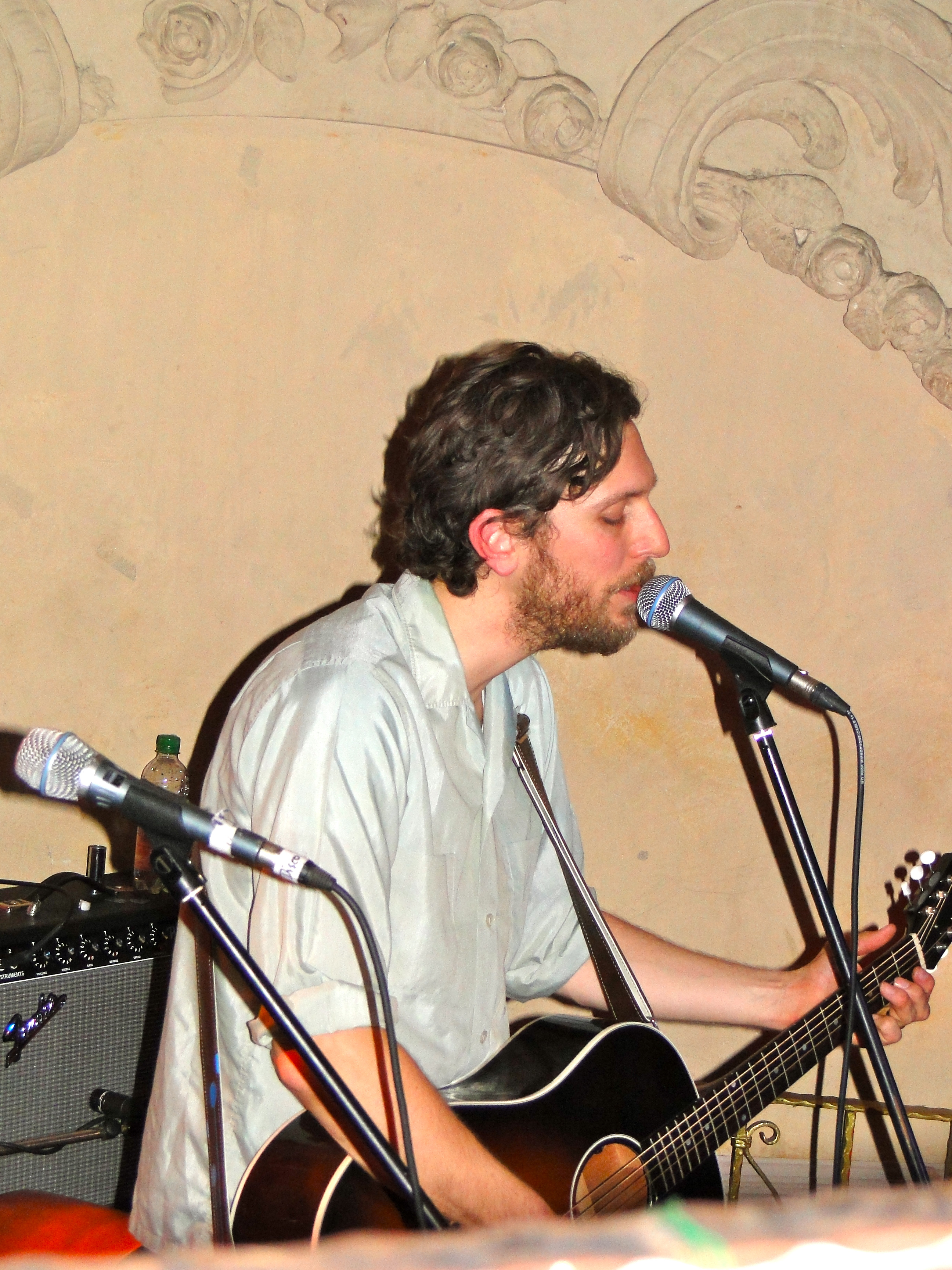
Great Lake Swimmers in Hamburg, „Prinzenbar“, April 2012

Die Great Lake Swimmers sind eine kanadische Folk-Rock-Band aus Toronto um den Singer-Songwriter Tony Dekker.

## Bandname
Der Bandname Great Lake Swimmers bezieht sich auf die Großen Seen Eriesee, Ontariosee und Huronsee in Kanada, wo Tony Dekker aufwuchs, und ist laut Dekker „als eine Anerkennung an die Marathonschwimmer, die durch diese Seen geschwommen sind“ gedacht.

## Geschichte
Anfangs ein Solo-Projekt von Tony Dekker, traten die Great Lake Swimmers als Band erstmals 2003 mit ihrem gleichnamigen Debütalbum in Erscheinung. Die folgenden Jahre waren durch lange Tourneen durch Kanada, USA, Australien und Europa geprägt. 2004 wurden die Band zur beliebtesten Folk/Roots Band bei den „Canadian Independent Music Awards“ gewählt und 2005 mit dem „Galaxie Rising Star Award“ der kanadischen Fernsehgesellschaften ausgezeichnet.
2005 folgte mit Bodies and Mind das zweite Album; 2007 erschien das Album Ongiara. Das darauf enthaltene Lied Your Rocky Spine wurde in der 3. Staffel der Fernsehserie Weeds – Kleine Deals unter Nachbarn verwendet. Im März 2009 veröffentlichen die Great Lake Swimmers ihr viertes Album Lost Channels. Für ihre Aufnahmen wählen die Great Lake Swimmers ungewöhnliche und stimmungsvolle Orte: historische Gebäude mit natürlichem Halleffekt wie alte Kirchen, ungenutzte Getreidesilos oder Gemeindesäle, also jene Orte, derer Klangästhetik, so Tony Dekker, den „historical and almost, ... mythological aspects of a place“ erschließen lassen.
Für ihr fünftes, im Jahre 2012 erschienenes Album New Wild Everywhere sind die Musiker zum ersten Mal in ein Studio gegangen. Lediglich der Song „The Great Exhale“ wurde in einer verlassenen U-Bahn-Station in Toronto aufgenommen. Der ebenfalls auf dem Album enthaltene Protestsong „Ballad of A Fisherman’s Wife“ ist der Ölkatastrophe vor der Küste von Louisiana gewidmet. Das Lied wurde im Auftrag der Umweltschutzorganisation „Lake Ontario Waterkeeper“ geschrieben.

## Bandmitglieder

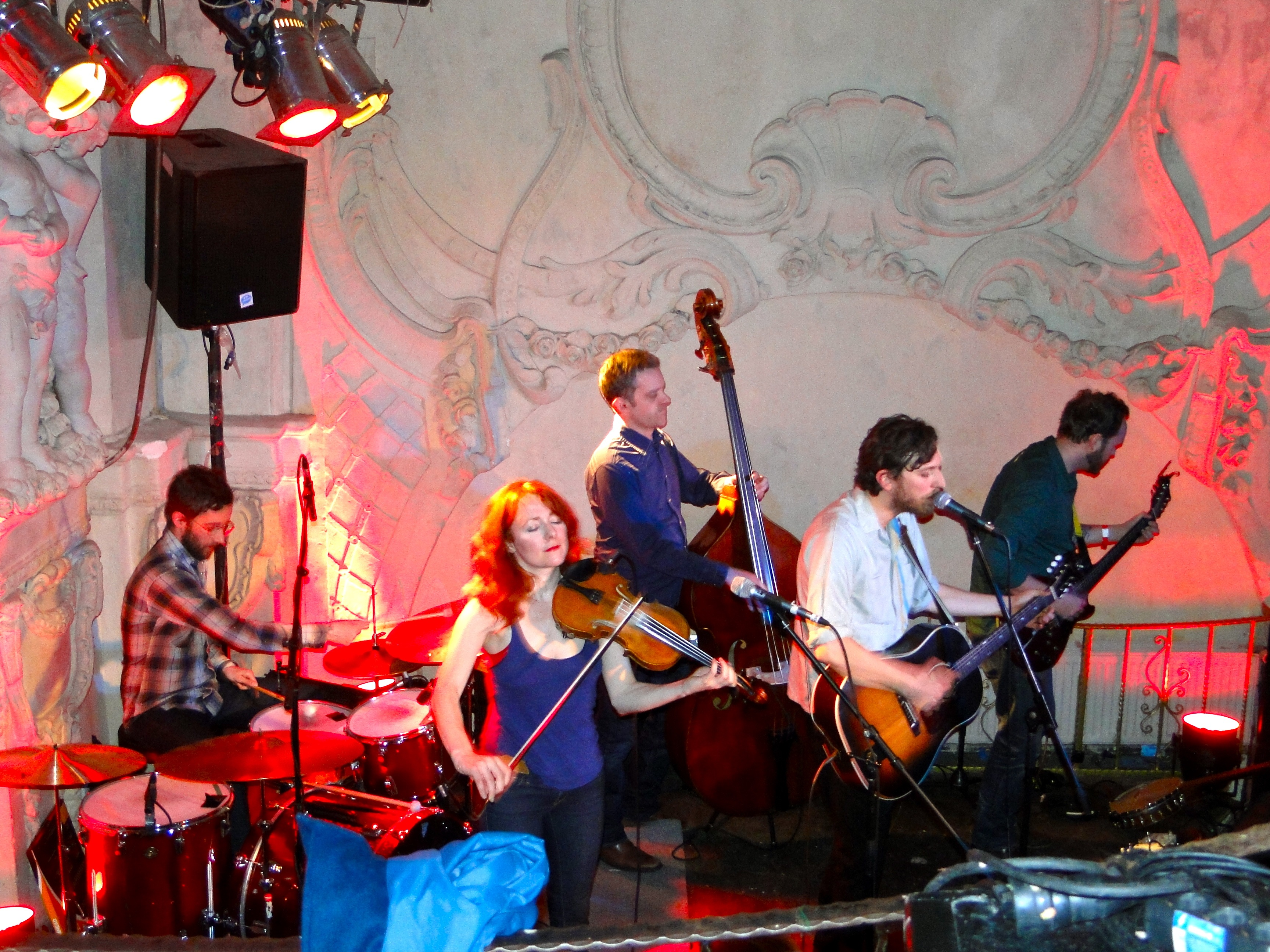
Great Lake Swimmers in Hamburg, April 2012

Zur festen Bandmitgliedern gehörten am Anfang Erik Arnesen (Banjo, elektrische Gitarre) und Colin Huebert (Schlagzeug, Percussion, Glockenspiel), wobei die musikalischen Tourbegleiter über die Jahre wechselte. Die aktuelle Tourbesetzung (Stand: April 2012) besteht aus Tony Dekker (Gesang, Gitarre), Erik Arnesen (Banjo, elektrische Gitarre), Miranda Mulholland (Chorgesang, Geige), Greg Millson (Schlagzeug) und Bret Higgins (Standbass).

## Stil
Tony Dekkers Musik ist verwurzelt im Folk der 1960er Jahre. Seine nachdenklichen Liedtexte handeln von der Spiritualität der Natur und zeichnen sich durch eine bildhafte, metaphernreiche Sprache aus. Die melodische warme Tenorstimme und der fragile melancholische Gesangsstil Tony Dekkers veranlasst manche Kritiker zu Vergleichen mit ruhigeren Werken von Neil Young, Nick Drake, Sufjan Stevens und Red House Painters.

## Diskographie
- Great Lake Swimmers (weewerk, 2003)
- Bodies and Minds (weewerk, 2005)
- Hands in Dirty Ground (limited edition EP, weewerk, 2006)
- Ongiara (Nettwerk, 2007)
- Lost Channels (Nettwerk, 2009)
- New Wild Everywhere (Nettwerk, 2012)
- A Forest of Arms (Nettwerk, 2015)
- The Waves, the Wake (Nettwerk, 2018)
- Uncertain Country (Pheromone Recordings, 2023)